# 小行星4862
小行星4862（4862 Loke）是一颗围绕太阳公转的小行星。1987年9月30日，波爾·延森在霍尔拜克发现了此天体。
該小行星以北歐神話的惡作劇之神洛基命名。
这颗小行星的绝对星等为98.34619等。